# Logement social à Singapour

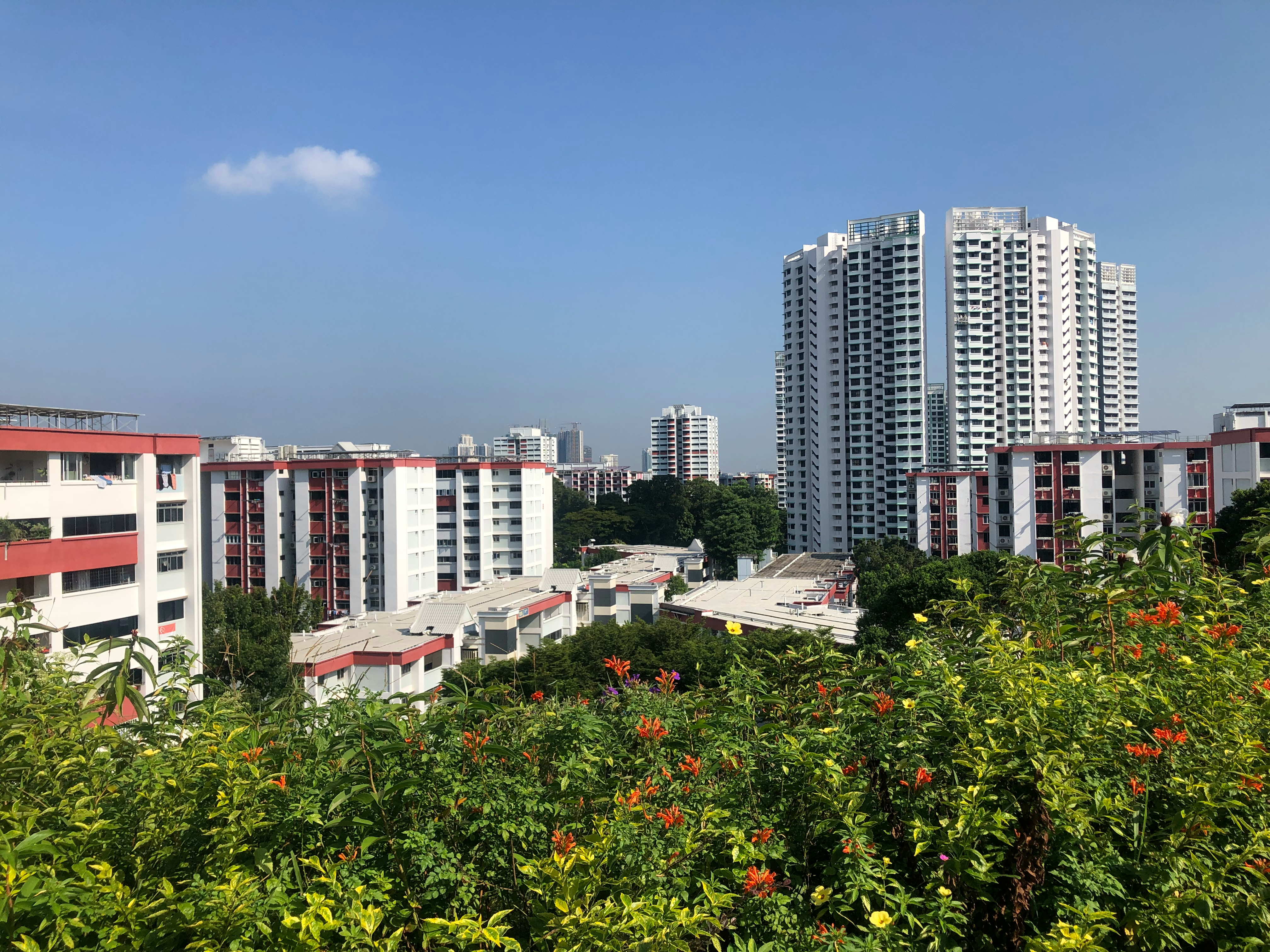
Woodlands Town Park East, Singapore, looking north towards Marsiling Rise

Les logements sociaux à Singapour sont administrés par le Housing and Development Board (HDB) qui fait construire et maintenir en état les logements, communément appelés HDB flats ("appartements du HDB") ou simplement "HDB". La majorité des résidences personnelles à Singapour sont administrées par le gouvernement et environ 80 % des Singapouriens y demeurent. Les HDB flats sont accessibles à la plupart des Singapouriens et leur achat peut être financièrement soutenu par le Central Provident Fund. Dans la pratique, ces logements ne sont pas achetés, mais loués pour une durée de 99 ans.

## Histoire
Pendant l’occupation japonaise, beaucoup d’habitations ont été détruites à Singapour. Après la Deuxième guerre mondiale, la ville fait face à un boom économique et démographique. Son port attire de nombreux travailleurs, mais lors du retrait des Britanniques en 1959, le chômage s’élève à plus de 10 % et les tensions interethniques sont à leur comble.
Au lendemain de l’abolition du statut colonial, environ 500 000 personnes s’entassent dans des bidonvilles et des kampongs, ces villages traditionnels malais. Des incendies surviennent à répétition dans ces habitations de fortune insalubres; la situation du logement est catastrophique et des émeutes éclatent. Pour maintenir les acquis hérités des Britanniques que sont les infrastructures portuaires et le statut de centre financier international, les dirigeants doivent pouvoir compter sur un environnement social stable afin d'attirer les investisseurs étrangers, se doter d’une structure industrielle et faire prospérer le pays.
Entre 1960 et 1965, le Housing and Development Board (HDB) bâtit 54 430 logements sociaux au confort moderne : eau courante, électricité, installations sanitaires. Les logements sont achetés sous un bail emphytéotique d'au plus 99 ans. Il faut être de nationalité singapourienne ou être résident permanent pour y avoir droit. Leur prix varie selon leur localisation et en fonction des capacités financières de chaque ménage. Le programme connaît un réel succès, permettant aux singapouriens d’accéder à la propriété à un coût raisonnable, grâce à des prêts octroyés par l’État.
À la fin des années soixante, 120 000 logements sociaux avaient été construits et les bidonvilles détruits. Alors qu'en 1960, seuls 9 % des Singapouriens vivaient dans un logement social, depuis les années ’80 et encore en 2019, environ 80 % de la population qui y habite.

## Impact social
Les appartements sont octroyés selon des quotas proportionnels à la démographie ethnique et financière de la population. Ainsi, dans chaque bâtiment HDB, on retrouve environ 74 % de propriétaires d’origine chinoise, 13 % d’origine malaise et 9 % d’origine indienne, principalement tamoule. Grâce à l’imposition de ces quotas, la politique du logement pour tous a permis une coexistence relativement paisible entre les différentes communautés ethnoculturelles. Les HDB ont non seulement permis une large inclusion sociale, mais aussi la création d’une forme urbaine centrée sur la famille et le groupe social. Chaque immeuble est doté d’espaces communs où les gens peuvent se regrouper, rappelant la fraternité vécue au sein des kampongs.
Le logement social fut donc l’un des piliers du développement du pays et de la construction d’une identité nationale. Cette politique a permis à Singapour de voir sa population passer, en 60 ans, d’environ 1,6 million d’habitants à 5,7 millions en 2019, soit 4 millions de plus, sans crise du logement ni taudification. Même si l’État, grâce au remblaiement et, récemment, à la poldérisation, a réussi à gagner plus de 140 km2 sur la mer (land reclamation), sa superficie totale passant de 581,5 km2 en 1959 à 724,2 en 2018, cette seule augmentation n’aurait pas suffi à répondre aux besoins sans une politique de logement et d’urbanisme efficiente.

## Situation future
La cité-État développe maintenant des projets en partenariat avec des firmes privées pour la construction de tours à condominiums, mais l’État détient encore aujourd’hui 80 % des logements du pays.
Bien que les logements HDB des années soixante avaient une architecture austère et standardisée, ils sont en général très bien entretenus. L'aménagement et l'architecture des nouveaux logements HDB n’ont plus rien à voir avec les premiers logements construits ; ils sont adaptés aux besoins et standards du 21ème siècle. Dans un même quartier, il devient de plus en plus difficile de distinguer quelle tour provient d’un développement privé de celle construite par le gouvernement. Par exemple, un complexe HDB construit en 2009 près du Central Business District, le Pinnacle@Duxton, de 50 étages, s’enorgueillit d’avoir les "plus longs jardins suspendus au monde".